# 双子の赤字

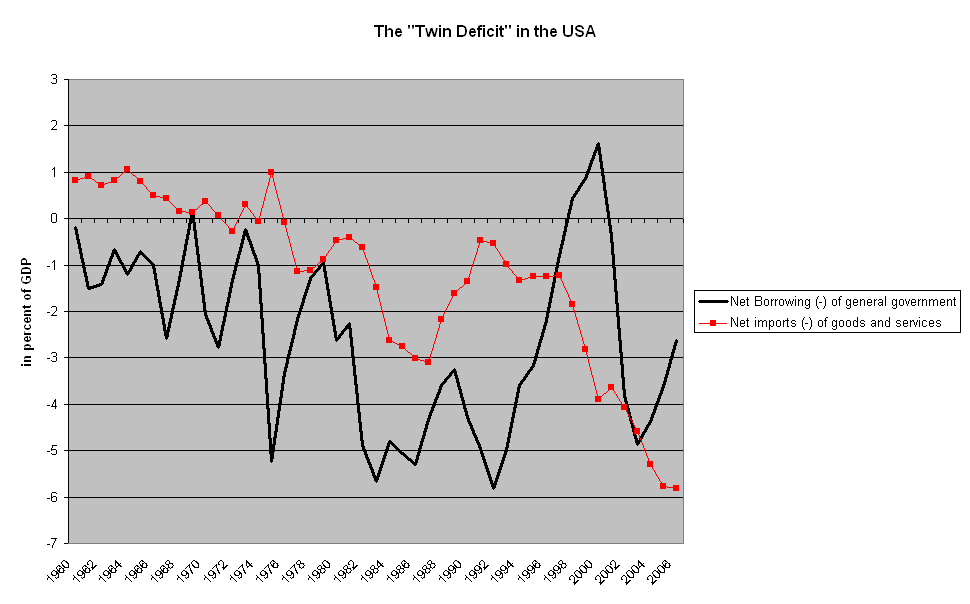
アメリカ合衆国の財政収支（黒線）と経常収支（赤線）の推移

双子の赤字（ふたごのあかじ、英: twin deficits）とは、1980年代のアメリカ合衆国大統領ロナルド・レーガンの政権下、アメリカ合衆国において莫大な貿易赤字（経常赤字）と財政赤字が並存していた状態を指す。ジョージ・H・W・ブッシュ政権で景気後退の中1991年に貿易黒字になるも財政赤字がさらに拡大した。クリントン政権下の1998年には財政収支のみ黒字となったが経常収支は赤字のままで、ジョージ・ウォーカー・ブッシュ政権下において財政収支が赤字となり再び双子の赤字となっている。
また、イギリスも双子の赤字の状態にある。米英両国とも、かつての資本輸出国であり成熟した工業国である。
その他、インドネシアも2011年より経常収支が赤字となり、双子の赤字の状態にある。2018年では、トルコやインド、フィリピン、エジプトも双子の赤字の状態となっている。

## 背景
1980年代前半に、経済学者のポール・クルーグマンがアメリカの双子の赤字が深刻な経済危機をもたらす恐れがあると警告し、当時のアメリカの双子の赤字が維持可能であるか否かという問題提起を行い（サステナビリティ問題）、全世界に衝撃を与えた。クルーグマンは、双子の赤字が維持不可能となる条件として、長期金利が名目成長率を上回る状態が続くことを主張した。
この背景には、レーガン政権において高金利政策が行われたことによってドル高が進行し、輸出の減少と輸入の増大が起こったこと、また、戦略防衛構想のような防衛政策に対する巨額の政府支出や減税政策が行われたことなどがある。こうして、海外からの輸入によって需要超過を満たすことに成功したアメリカは1970年代の高インフレから脱出することに成功した。この経常赤字により1986年、アメリカは純債務国に転換した。
そして、ジョージ・H・W・ブッシュ政権時代の1992年には、財政赤字はピークに達するとともに、経常収支は均衡に近づいた。その次のビル・クリントン政権時代には次第に財政収支が均衡に向かい、1998年から2001年にかけては財政黒字であったものの経常収支の赤字は拡大の一途をたどった。
ジョージ・W・ブッシュ政権においては、減税政策やイラク戦争の戦費、インターネット・バブルの終了などが重なったことから財政収支が赤字化し再び双子の赤字となった。その後、財政赤字と経常赤字は過去最高を記録している。また、国内総生産（GDP）に対する経常赤字の割合も1980年代のピークを上回っている。

## 経済学的背景
国民経済においては、「家計」「企業」「政府」「海外」という4つの主体が存在する。
一般に
- 国内所得：Y
- 家計消費：C
- 企業投資：I
- 政府支出：G
- 貿易収支：NX（広義には経常収支に当たる）

とした場合、
- Y=C+I+G+NX

となる。式を変形すると、
- Y-（C+G）-I=NX

となる。これは、総貯蓄 Y-（C+G）-総投資 I=貿易収支 NX（純輸出（輸出-輸入））ということを意味する（アブソープション・アプローチ）。他の項目が変わらずに、政府支出Gだけが増加するとNXが減少する。
つまり、政府支出を増やすと貿易赤字になるということを意味する。また、政府支出増加は財政赤字も意味する。このように財政赤字と貿易収支が連携しているという考えから双子の赤字という概念が生まれた。
しかし前提条件に「他の項目が変わらずに」ということがあるように、いつでも成り立つわけではない。現実には政府支出を増やすための裏づけとして増税をすれば家計や企業の可処分所得に影響をあたえ、国債により調達すれば金利の上昇の過程を経て、家計や企業の消費・投資計画に与える影響などもある（クラウディングアウト効果）。
1990年代後半のアメリカにおいては、財政黒字と過去最高の経常赤字が同時に発生していた。背景には民間投資（I）の増加による税収と輸入の拡大があったが、その背景には国外資本によるアメリカ国内への直接投資と雇用の安定、情報通信技術の発展にみられるニューエコノミーの立ち上がりによる超大国アメリカに対する信頼感の拡大と域内信用創造の拡大など、多面的な要素を考慮する必要がある。